# پاتریسیو ایلوین
پاتریسیو ایلوین (انگلیسی: Patricio Aylwin؛ ۲۶ نوامبر ۱۹۱۸ – ۱۹ آوریل ۲۰۱۶) یک سیاستمدار اهل شیلی بود. پاتریسیو ایلوین در ۱۹ آوریل ۲۰۱۶ در سن ۹۷ سالگی درگذشت.